# Roger Michell
Roger Michell (ur. 5 czerwca 1956 w Pretorii, zm. 22 września 2021) – brytyjski reżyser filmowy, teatralny i telewizyjny. Twórca m.in. komedii romantycznej Notting Hill (1999) z Julią Roberts i Hugh Grantem.

## Życiorys
Był absolwentem Uniwersytetu Cambridge. Po ukończeniu studiów pracował w Royal Court Theatre jako asystent przez 2 lata. W 1985 dołączył do Royal Shakespeare Company, gdzie był reżyserem przez 6 lat. Był dwukrotnym laureatem nagrody BAFTA (1996, 2015).
W latach 90. ożenił się z Kate Buffery, para rozwiodła się w 2002. W tym samym roku poślubił aktorkę Annę Maxwell Martin, separacja nastąpiła w 2020. Zmarł 22 września 2021 w wieku 65 lat.

## Filmografia
reżyser
- 1992: Downtown Lagos
- 1993: The Buddha of Suburbia
- 1994: Ready When You Are, Mr. Patel
- 1995: Perswazje (Persuasion)
- 1996: My Night with Reg
- 1998: Titanic Town
- 1999: Notting Hill
- 2002: Zmiana pasa (Changing Lanes)
- 2003: Matka (The Mother)
- 2004: Przetrzymać tę miłość (Enduring Love)
- 2006: Venus
- 2006: Fishing for Moonlight
- 2010: Dzień dobry TV (Morning Glory)
- 2012: Weekend z królem (Hyde Park on Hudson)
- 2013: Weekend ostatniej szansy (Le Week-End)
- 2017: Moja kuzynka Rachela (My Cousin Rachel)
- 2019: Bez pożegnania (Blackbird)
- 2020: Książę (The Duke)
- 2022: Elżbieta II: Portret Królowej (Elizabeth: A Portrait in Parts)

scenarzysta
- 2017: Moja kuzynka Rachela (My Cousin Rachel)